# Bo Löfgren
Bo Gustaf Löfgren, född den 27 mars 1866, död den 13 maj 1932, var en svensk industriman. Han var sonson till Nils Isak Löfgren.
Löfgren avlade hovrättsexamen 1890, tjänstgjorde 1891-1900 vid Stockholms Enskilda Bank och var kamrer i Nobelstiftelsen 1900-13. 1913-18 var han tryckeriföreståndare hos AB P.A. Norstedt & Söner, från 1921 direktör i Svenska boktryckarföreningen och från 1916 ordförande i Sveriges tryckeriers arbetsgivarförening. Han utgav ett flertal skrifter, bland annat Släkten Löfgren från Högsby (1925).